# Guiembé
Guiembé  è una città, sottoprefettura e comune della Costa d'Avorio, situata nel dipartimento di Dikodougou. Conta una popolazione di 16 772 abitanti (censimento 2014).